# 액화 공기
액화 공기는 극저온에서 대기를 액체의 형태로 만든 것이다.
액체 공기는 매우 낮은 온도(극저온)로 냉각되어 옅은 파란색의 이동성 액체로 응결된 공기이다. 상온에서 단열하기 위해 특수 용기에 보관한다.(진공 단열 플라스크가 자주 사용됨) 액체 공기는 열을 빠르게 흡수하여 기체 상태로 되돌릴 수 있다. 다른 물질을 액체로 응축 및 응고하는 데 자주 사용되며 공기 분리라는 프로세스를 통해 질소, 산소, 아르곤 및 기타 불활성 가스의 산업적 공급원으로 사용된다.

## 같이 보기
- 액체 헬륨
- 액체 수소
- 액체 산소
- 액체 질소